# Leonardo Capotosti
Leonardo Capotosti (né le 24 juillet 1988 à Terni) est un athlète italien, spécialiste du 400 m haies.
Il remporte les Championnats italiens en 2014 après avoir eu deux médailles d'argent (2009 et 2012) et deux de bronze (2010 et 2011). Il franchit la barrière des 50 s lors des Championnats d'Europe par équipes de 2015 à Tcheboksary où il termine 3e. Le 26 juillet 2015, il remporte le titre national italien sur 400 m haies en 49 s 95.